# Maison Camboly
La maison Camboly est une maison du XVIe siècle située sur la commune de Fleurey dans le département du Doubs en France. Elle est inscrite aux monuments historiques français.

## Historique
La maison contient les dates gravées de 1587 et 1616, attestant l'origine de la bâtisse au XVIe siècle.
Par arrêté du 12 janvier 1995, la maison est inscrite au titre des monuments historiques.

## Localisation
La maison est située dans le village de Fleurey.

## Architecture
À l'intérieur, la maison renferme un escalier à vis, et possède dans sa partie sud, une pièce voutée en croisée d'ogives.